# Stagelåstjärnen
Stagelåstjärnen är en sjö i Ljusdals kommun i Hälsingland och ingår i Delångersåns huvudavrinningsområde. Sjön har en area på 0,11 kvadratkilometer och ligger 394,1 meter över havet.

## Delavrinningsområde
Stagelåstjärnen ingår i det delavrinningsområde (690057-150322) som SMHI kallar för Ovan 689815-150550. Medelhöjden är 386 meter över havet och ytan är 7,38 kvadratkilometer. Räknas de 10 avrinningsområdena uppströms in blir den ackumulerade arean 27,16 kvadratkilometer. Hångelån som avvattnar avrinningsområdet har biflödesordning 2, vilket innebär att vattnet flödar genom totalt 2 vattendrag innan det når havet efter 125 kilometer. Avrinningsområdet består mestadels av skog (97 procent). Avrinningsområdet har 0,11 kvadratkilometer vattenytor vilket ger det en sjöprocent på 1,5 procent.